# Luis Alcoriza
Luis Alcoriza de la Vega (Badajoz, 5 de setembro de 1919 — Cuernavaca, 3 de dezembro de 1992) foi um realizador, guionista e ator mexicano de origem espanhola.

## Biografia
Nasceu no seio de uma família de atores de origem valenciana. O seu pai, Amalio Alcoriza, tinha uma companhia teatral com a qual representava peças policiais e flamencos. Segundo Luis Alcoriza, a mãe era uma grande atriz de formação clássica que não gostava dos géneros menores a que se via obrigada a representar com a companhia familiar.[carece de fontes?] Quando estalou a Guerra Civil Espanhola, a companhia partiu para o exílio para o Norte de África. Estiveram algum tempo em Orão em conições difíceis, de onde conseguiram uma passagem para Buenos Aires. Finalmente foram para o México, onde chegaram em 1940.
A companhia de teatro familiar, que até então tinha permanecido unida, dissolveu-se poucos meses depois da chegada ao México. Luis Alcoriza passou então a integrar a companhia das irmãs Blanch, a quem depois viria a recompensar dando-lhes vários papéis nos seus filmes.[carece de fontes?] [a] A partir de 1940 iniciou-se como ator de cinema e a partir de 1946 começou a escrever adaptações e guiões de cinema para diversos realizadores mexicanos. Entre 1949 e 1962 foi guionista de oito filmes do seu amigo Luis Buñuel. Alcoriza nunca viu a sua obra tão valorizada como a de Buñuel, o que sempre lastimou, principalmente quando era considerado um "discípulo" do amigo, algo que sempre negou taxativamente, alegando que Buñuel nunca lhe tinha dado lições e insistindo que as similitudes podem ser devidas às fontes culturais comuns, mas nunca devido a imitação ou relação professor-aluno. [a] Estreou-se como realizador em 1960 com o filme Los jóvenes.
Luis Alcoriza casou com a atriz, bailarina e escritora Janet Riesenfeld, filha do músico austríaco Hugo Riesenfeld, compositor da banda sonora de Aurora (Sunrise: A Song of Two Humans), de Murnau. Janet assinava os seus trabalhos de argumentista como Janet Alcoriza e na sua faceta de atriz era conhecida como Raquel Rojas. A colaboração profissional do casal foi extensa, tendo assinado em conjunto numerosos argumentos e guiões cinematográficos.[a]

## Prémios
- 1963 — Tlayucan foi nomeado para o oscar de melhor filme estrangeiro[3]
- 1963 — Tiburoneros ganhou o prémio de melhor argumento no Festival de Mar del Plata[1]
- 1974 — Presagio, com argumento de Gabriel García Márquez, obteve uma menção especial em Cannes[1]
- 1987 — Lo que importa es vivir foi selecionado para o 15º Festival Internacional de Cinema de Moscovo.[4]

## Filmografia[a]

### Como guionista
- 1946 — El ahijado de la muerte
- 1947 — Una extraña mujer
- 1948 — Nocturno de amor
- 1948 — Enrédate y verás
- 1948 — Flor de caña
- 1949 — Negra consentida
- 1949 — Los amores de una viuda
- 1949 — El gran calavera
- 1949 — Un cuerpo de mujer
- 1950 — Tú, solo tú
- 1950 — La liga de las muchachas
- 1950 — Hipólito el de Santa
- 1950 — Mala hembra
- 1950 — Si me viera don Porfirio
- 1950 — Huellas del pasado
- 1950 — Los olvidados
- 1951 — El siete machos
- 1951 — Si usted no puede, yo si
- 1951 — La hija del engaño
- 1951 — Los enredos de una gallega
- 1951 — Canasta uruguaya
- 1951 — Anillo de compromiso
- 1952 — Hambre nuestra de cada día
- 1952 — Carne de presidio
- 1953 — El Bruto
- 1953 — No te ofendas, Beatriz
- 1953 — Él
- 1954 — La ilusión viaja en tranvía
- 1954 — La visita que no tocó el timbre
- 1954 — Sombra verde
- 1955 — ...Y mañana serán mujeres
- 1955 — La vida no vale nada
- 1955 — La tercera palabra
- 1955 — El río y la muerte
- 1956 — El rey de México
- 1956 — El inocente
- 1956 — La mort en ce jardin (La muerte en el jardín)
- 1957 — Morir de pie
- 1958 — A media luz los tres
- 1958 — Escuela de rateros
- 1959 — El cariñoso
- 1959 — El hombre de alazán
- 1959 — La fièvre monte à El Pao (Los ambiciosos)
- 1959 — El toro negro
- 1960 — Los jóvenes
- 1961 — Guantes de oro
- 1961 — ¡Suicídate, mi amor!
- 1962 — El ángel exterminador (L'Ange exterminateur)
- 1962 — Tlayucan
- 1963 — Tiburoneros
- 1963 — Safo'63
- 1965 — El gángster
- 1964 — Tarahumara (Cada vez más lejos) (Toujour plus loins)
- 1965 — Fiebre de juventud (Romance en Ecuador)
- 1966 — Mil máscaras
- 1966 — Juego peligroso (episódio "Divertimento")
- 1967 — Amor en el aire
- 1968 — La puerta y la mujer del carnicero
- 1968 — Romeo contra Julieta
- 1969 — Persíguelas y alcanzalas
- 1969 — Las figuras de arena
- 1970 — Pancho Tequila
- 1970 — El oficio más antiguo del mundo
- 1970 — Paraíso
- 1971 — La chamuscada
- 1972 — Mecánica nacional
- 1973 — El derecho de los pobres
- 1973 — Valente Quintero (pelicula)
- 1974 — El muro del silencio
- 1974 — Presagio
- 1975 — Las fuerzas vivas
- 1977 — El arracadas
- 1978 — Los días del pasado
- 1979 — En la trampa
- 1981 — Semana santa en Acapulco
- 1982 — Tac-tac (Han violado a una mujer)
- 1983 — El amor es un juego extraño
- 1987 — Lo que importa es vivir
- 1988 — Viacrucis nacional (Día de difuntos)
- 1990 — La sombra del ciprés es alargada
- 1994 — 7000 días juntos
- 1996 — Pesadilla para un rico

### Como realizador
- 1961 — Los jóvenes
- 1962 — Tlayucan
- 1963 — Tiburoneros
- 1964 — Amor y sexo (Safo '63)
- 1965 — El gángster
- 1965 — Tarahumara (cada vez más lejos)
- 1966 — Juego peligroso (episódio "Divertimento")
- 1968 — La puerta y la mujer del carnicero
- 1970 — El oficio más antiguo del mundo
- 1970 — Paraíso
- 1972 — Mecánica nacional
- 1974 — El muro del silencio
- 1974 — Fe, esperanza y caridad (Episodio — "Esperanza")
- 1974 — Presagio
- 1975 — Las fuerzas vivas
- 1980 — A paso de cojo
- 1981 — Semana santa en Acapulco
- 1982 — Tac-tac
- 1983 — El amor es un juego extraño
- 1985 — Terror y encajes negros
- 1987 — Lo que importa es vivir
- 1988 — Día de muertos
- 1990 — La sombra del ciprés es alargada

### Como actor
- 1941 — La Torre de los suplicios
- 1942 — La Vírgen morena
- 1943 — Los Miserables
- 1943 — El rayo del sur
- 1944 — San Francisco de Asís
- 1944 — Nana: De Fauchery
- 1944 — Rosa de las nieves
- 1945 — Sierra Morena
- 1945 — El Capitán Malacara
- 1946 — María Magdalena — Pecadora de Magdala — Jesús Nazareno
- 1948 — Reina de reinas — La Virgen María — Jesús, el Nazareno
- 1948 — La casa de la Troya
- 1948 — Flor de caña
- 1949 — El gran calavera
- 1950 — Tú, solo tú
- 1950 — La Liga de las muchachas